# Lamer (informática)
Lamer (o zomber) es un anglicismo propio de la jerga de Internet que hace alusión a una persona con falta de habilidades técnicas, sociabilidad o madurez e incompetente en una materia, actividad específica o dentro de una comunidad. Se trata de una persona que presume de tener unos conocimientos o habilidades que realmente no posee y que no tiene intención de aprender.

## Descripción
Este término proviene del argot informático, relacionado con el antiguo Commodore 64 en los mediados de los años 80. Se popularizó entre los crackers y creadores de virus para Amiga gracias al más famoso y temido virus que existió jamás para los Amiga: el Lamer Exterminator. Este virus marcaba como sectores defectuosos los floppy disks que no tenían activada la protección contra escritura, y donde al mirar dichos sectores se podían leer incontables repeticiones de la cadena "LAMER!".
La divulgación posterior de este término le hizo el elegido para referirse a aquellas personas que eran consideradas sin habilidades técnicas o intelectuales en una determinada área, pero pretendían aparentar lo contrario. Luego, con la llegada de los boletines electrónicos se empezó a extender el uso de esta expresión para denominar a los incompetentes en el uso, manejo y respeto a las reglas de chats, foros y grupos de noticias; y posteriormente también usado para indicar a la persona que tiene un mal manejo de los programas y opciones del ordenador, y los que presentan pocas habilidades para jugar a los videojuegos. Igualmente, dependiendo el contexto, aparecerían también términos opuestos a lamer, como: elite o leet (ver lenguaje leet), gosu, etc.  
De este modo, lamer acabó siendo el nombre estándar para aquellos considerados incompetentes frente a otras personas que sí presentarían realmente más habilidades o conocimientos sobre un tema en específico, referente a una materia, actividad, o sobre un grupo o comunidad; y/o para indicar a aquellas personas que dicen tener más habilidades o conocimientos que los que tendrían realmente. Esto a pesar de que este tipo de persona, a diferencia del newbie, llevaría un tiempo más que prudente para llegar a comprender el tema y/o integrarse debidamente al grupo o comunidad.

## Usos del término lamer
Típicamente el término lamer se aplica a: 
- A los usuarios de programas informáticos, que es :
  - Una persona que alardea de pirata informático, cracker o hacker y solo intenta utilizar programas de fácil manejo realizados por auténticos hackers.
  - Una persona que no tiene habilidad para manejar software básico o conocidos, para su uso en el computador u otro aparato digital.

- A los usuarios de Internet, en particular a los usuarios de chats, foros, blogs, wikis, listas de correo, y otros medios de comunicación electrónica, que es:
  - Una persona que realmente se cree ser un entendido o tener grandes conocimientos, siendo en realidad un inepto en la materia.
  - Una persona con intención de molestar a los demás usuarios (troll).
  - Una persona con poco respeto a la autoridad y a los moderadores en medios de comunicación como chats y foros.
  - Una persona que no entiende las reglas de los chats, foros, weblogs a pesar de ser un usuario antiguo.

## En la cibercultura
Se considera lamer a un usuario amateur que se jacta de poseer grandes conocimientos que realmente no posee y que no tiene intención de aprender. Es aquel que ha visitado varias páginas web sobre hacking, ha descargado algunos programas referentes al tema y creer que puede utilizarlos, con éxito o no, en su propio beneficio.
Muchas veces el término se aplica a personas que desearían poder ser llamados hackers pero no han tenido un acercamiento en profundidad a la informática ni han recibido la formación necesaria. Pecan de una actitud exigente para con los creadores de software y en muchos casos irrespetuosa con usuarios expertos de comunidades de intercambio de conocimiento informático, que acaban por ignorarlos.
En foros y chats de internet, se usa para describir a usuarios novatos que se comportan siempre de forma incompetente, o por un tiempo prolongado. Se les apela en la jerga popular como "noobs" o newbies por otros usuarios más experimentados, aunque el segundo término se utiliza para usuarios novatos con ganas de aprender, en contraposición al primero, que tiene un tono más despectivo.[cita requerida]